# Poecilimon syriacus
Poecilimon syriacus är en insektsart som beskrevs av Brunner von Wattenwyl 1891. Poecilimon syriacus ingår i släktet Poecilimon och familjen vårtbitare. Inga underarter finns listade i Catalogue of Life.